# Балджер (Пенсільванія)
Балджер (англ. Bulger) — переписна місцевість (CDP) в США, в окрузі Вашингтон штату Пенсільванія. Населення — 379 осіб (2020).

## Географія
Балджер розташований за координатами 40°22′36″ пн. ш. 80°19′23″ зх. д. / 40.37667° пн. ш. 80.32306° зх. д. (40.376643, -80.322993).  За даними Бюро перепису населення США в 2010 році переписна місцевість мала площу 3,72 км², уся площа — суходіл.

## Демографія
Згідно з переписом 2010 року, у переписній місцевості мешкало 407 осіб у 176 домогосподарствах у складі 123 родин. Густота населення становила 109 осіб/км².  Було 181 помешкання (49/км²).
Расовий склад населення:
| - 95,8 % — білих - 0,7 % — азіатів - 0,5 % — чорних або афроамериканців |

До двох чи більше рас належало 2,9 %. Частка іспаномовних становила 0,7 % від усіх жителів.
За віковим діапазоном населення розподілялося таким чином: 21,1 % — особи молодші 18 років, 60,5 % — особи у віці 18—64 років, 18,4 % — особи у віці 65 років та старші. Медіана віку мешканця становила 44,7 року. На 100 осіб жіночої статі у переписній місцевості припадало 97,6 чоловіків;  на 100 жінок у віці від 18 років та старших — 95,7 чоловіків також старших 18 років.
Середній дохід на одне домашнє господарство  становив 47 794 долари США (медіана — 51 250), а середній дохід на одну сім'ю — 55 623 долари (медіана — 57 434). Медіана доходів становила 56 587 доларів для чоловіків та 24 688 доларів для жінок. За межею бідності перебувало 28,9 % осіб, у тому числі 63,1 % дітей у віці до 18 років та 0,0 % осіб у віці 65 років та старших.
Цивільне працевлаштоване населення становило 146 осіб. Основні галузі зайнятості: роздрібна торгівля — 38,4 %, виробництво — 26,0 %, фінанси, страхування та нерухомість — 6,8 %, транспорт — 6,2 %.